# John Powers
John Powers (Estados Unidos, 8 de julio de 1997) es un jugador profesional estadounidense de rugby que se desempeña en la posición de centro exterior en Old Glory DC, equipo perteneciente a la liga Major League Rugby.

## Carrera
En 2020, Powers se unió al equipo Utah Warriors (2020-2021), después pasó a Rugby New York (2021-2023), luego a Old Glory DC, disputando su cuarta temporada en la Major League Rugby.